# Руселаре (окръг)
Руселаре (на нидерландски: Roeselare) е окръг в Западна Белгия, провинция Западна Фландрия. Площта му е 272 km², а населението – 151 873 души (по приблизителна оценка от януари 2018 г.). Административен център е град Руселаре.